# Aneilema aequinoctiale
 (décembre 2016).
Améliorez-le ou discutez des points à vérifier. 
Espèce
Classification phylogénétique
Aneilema aequinoctiale est une espèce de pseudo-arbuste à fleurs de la famille des Commelinaceae. Elle est originaire d'Afrique de l'Ouest et d'Afrique de l'Est.

## Description
Aneilema aequinoctiale est une espèce de plantes vivaces. Parfois considérées comme des herbes, ces plantes sont généralement désignées comme étant des arbustes. Il s'agit d'un abus de langage, il y n'a pas d'arbustes véritables parmi les monocotylédones. Elle peut pousser néanmoins jusqu'à deux mètres de haut. Les feuilles et leurs bourgeons sont disposés en commençant sur la tige, de couleur vert pâle et sont couverts de poils fins. La forme des feuilles peut être ovale ou lancéolée. Les racines de la plante sont minces et fibreuses.
Les inflorescences sont généralement terminales, et le cincinnus (cyme unipare scorpioïde) peut être verticillé, face ou de dos. Une paire de pétales pousse de couleur jaune vif, avec un troisième pétale absent ou petit et atrophié. Les fleurs sont de courte durée, elles s'ouvrent tous les jours d'environ 7h à 10h pendant la saison de floraison, qui est de septembre à juin. Les fleurs peuvent être parfaites, possédant les organes reproducteurs mâles et femelles, ou n'ayant qu'un seul organe de reproduction. Les graines sont de couleur brune.